# Lista de trading companies

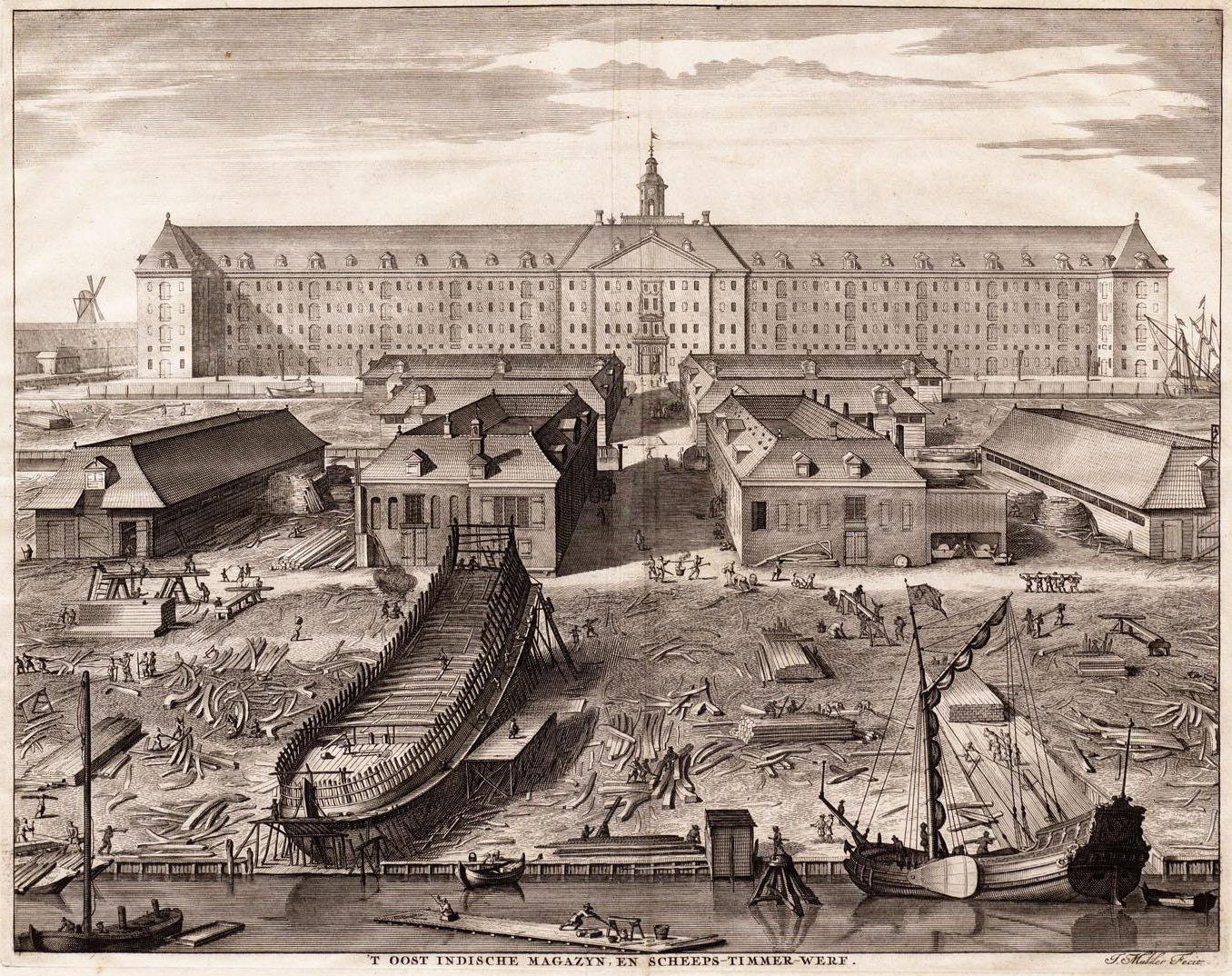
Estaleiro da Companhia Holandesa das Índias Orientais em Amsterdã, em 1726 por Joseph Mulder.

Esta é uma lista de trading companies. Uma trading company é um empresa que trabalha com a comercialização de diferentes tipos para fins de consumo, empresariais ou governamentais. No período contemporâneo, as trading companies compravam uma gama especializada de produtos, intermediavam eles, e coordenavam as respectivas entregas até os clientes finais.
Trading companies são empresas que também conectam compradores e vendedores, como intermediários, ganhando a sua receita por meio de comissões de vendas.  Usualmente, as tradings companies também estão estruturadas de forma a facilitar operações comerciais envolvendo países ou territórios estrangeiros.  Durante os períodos de colonização global, as tradings companies operavam por meio da concessão de uma carta, que lhe davas os "direitos de operação em um determinado território ou área reivindicada junto entidade legalmente responsável pelo monopólio do comércio, e jurisdição governamental e militar".  Além disso, as trading companies podem compreender uma responsabilidade limitada, como uma entidade sem personalidade jurídica, destinadas a "resolver e desenvolver uma doação de terras obtidas a partir de uma empresa legalmente constituída".
Esta é uma tradução do verbete: List of trading companies (em inglês).

## Trading companies
- ABN Assets
- African & Eastern Trade Corporation
- Augustine Heard & Co.
- Austrian East India Company
- Barbary Company [3]
- Belog Brasil
- Belog United States
- Bergen Greenland Company
- Bombay Burmah Trading Corporation
- CFAO
- Compagnie de Chine
- Compagnie de Saint-Christophe
- Compagnie du Nord
- Company of One Hundred Associates
- Company of Scotland [4]
- Company of the Moluccas
- Comprador
- Courteen association
- Danish East India Company
- Danish West India Company
- Dent & Co.
- Dieppe Company
- Dodwell & Co.
- Dutch East India Company [5]
- eco-group hs trading GmbH
- Dutch West India Company [6]
- East India Company [7]
- French East India Company
- French West India Company
- General Trade Company
- Gibb, Livingston & Co.
- Guinea Company (London)
- Guinea Company of Scotland [8]
- Hudson's Bay Company [9]
- Hutchison Whampoa
- Indonesia Trading Company
- MMTC Ltd
- Jardine Matheson
- Klone Scientific, Inc
- Kaptallah
- King George's Sound Company
- Kunst and Albers
- Lamson & Hubbard Trading Company
- Li & Fung
- London Company
- Middelburgsche Commercie Compagnie
- Mississippi Company
- Muscovy Company
- North West Company
- Northern Traders Company
- Northwest Cameroon Company
- Olyphant & Co.
- Plus500
- Portuguese East India Company
- Royal African Company [10]
- Royal Greenland Trading Department
- Samuel Samuel & Co
- Shewan, Tomes & Co.
- Society of Berbice
- Society of Suriname
- Somers Isles Company
- South Cameroon Company
- Swedish East India Company [11]
- Swedish West India Company
- TeleTrade
- Virginia Company

### Por país

#### Brasil
- Tisalit Participações
- Belog Brasil
- Klone Scientific, Inc
- Concept Trade
- Interbras

#### Estados Unidos
- Belog United States
- Klone Scientific, Inc

#### Japão
- Sogo shosha
- Hartz Mountain Corporation
- Inabata & Co., Ltd.
- Itochu
- Marubeni
- Mitsubishi Corporation
- Mitsui & Co.
- Sojitz
- Sumitomo Corporation
- Toyota Tsusho

### Tradings de petróleo
- Chemoil
- DME Oman Crude Oil Futures Contract
- Glencore
- Gunvor (company)
- Mercuria Energy Group
- MOL Group
- Oil futures drunk-trading incident
- Salam Investment
- Trafigura
- Vitol
- Vopak